# Верна
Верна (фр. Vernas) — коммуна во Франции, находится в регионе Рона — Альпы. Департамент коммуны — Изер. Входит в состав кантона Кремьё. Округ коммуны — Ла-Тур-дю-Пен.
Код INSEE коммуны — 38535. Население коммуны на 1999 год составляло 174 человека. Населённый пункт находится на высоте от 195 до 429 метров над уровнем моря. Муниципалитет расположен на расстоянии около 410 км юго-восточнее Парижа, 35 км восточнее Лиона, 75 км северо-западнее Гренобля. Мэр коммуны — M. Eric Visier, мандат действует на протяжении 2001—2008 гг.
Динамика населения (INSEE):